# Schelling-Preis
Der Schelling-Preis ist eine Auszeichnung der Bayerischen Akademie der Wissenschaften (BAdW), die nach dem Philosophen und Akademiepräsidenten Friedrich Wilhelm Joseph von Schelling (1775–1854) benannt ist.
Mit dem 2006 erstmals vergebenen Preis zeichnet die BAdW Spitzenforscher für herausragende Leistungen oder ihr Lebenswerk aus. Er wird alle zwei Jahre abwechselnd zwischen Geistes- und Naturwissenschaften vergeben und ist mit 25.000 Euro dotiert. Das auszuzeichnende Rahmenthema lobt die Akademie in der jeweiligen Ausschreibung aus. Der Preis wird von E.ON Bayern gesponsert.
Mitglieder der BAdW sind von der Preisvergabe ausgeschlossen.

## Preisträger
- 2006 Gerhard Abstreiter
- 2009 Lambert Schmithausen
- 2010 Matthias Mann
- 2012 Lorraine Daston
- 2014 Viatcheslav F. Mukhanov
- 2016 Christoph Neuberger
- 2018 Anja Feldmann
- 2020 Peter Adamson
- 2022 Michael Hudecek